# Перемога (Харківський район, село)
Перемо́га — село в Україні, у Липецькій сільській громаді Харківського району Харківської області. Населення становить 4 особи. Колишній орган місцевого самоврядування — Тернівська сільська рада.

## Населення

### Мова
Розподіл населення за рідною мовою за даними перепису 2001 року:
| Мова            | Відсоток |
| --------------- | -------- |
| російська       | 1,24%    |
| українська      | 96,47%   |
| інші/не вказали | 1,29%    |

## Географія
Село Перемога знаходиться на березі річки Велика Бабка, нижче за течією на відстані 3 км розташоване село Федорівка (Вовчанський район). На річці та її притоках кілька загат.

## Історія
22 червня 2023 року рішенням №230 Національної комісії зі стандартів державної мови віднесено до списку населених пунктів, які «можуть не відповідати лексичним нормам української мови», зокрема стосуватися «російської імперської чи колоніальної політики». Громаді рекомендовано обґрунтувати доцільність збереження поточної назви або запропонувати нову назву в установленому законодавством порядку.